# Stagioni dei Detroit Lions
Questa è la lista delle stagioni sportive dei Detroit Lions nella National Football League che documenta i risultati stagione per stagione dal 1930 ad oggi, compresi i risultati nei play-off.

## Risultati stagione per stagione
| Cronistoriadei Detroit Lions | Cronistoriadei Detroit Lions | Cronistoriadei Detroit Lions | Cronistoriadei Detroit Lions | Cronistoriadei Detroit Lions | Cronistoriadei Detroit Lions | Cronistoriadei Detroit Lions | Cronistoriadei Detroit Lions | Cronistoriadei Detroit Lions | Cronistoriadei Detroit Lions                                                                                    | Cronistoriadei Detroit Lions                                                                                  |                              |
| Stagione di lega             | Stagione di squadra          | Lega                         | Conference                   | Division                     | Stagione regolare            | Stagione regolare            | Stagione regolare            | Stagione regolare            | Play-off | Premi individuali                                                                                             |                              |
| Stagione di lega             | Stagione di squadra          | Lega                         | Conference                   | Division                     | Pos.                         | V                            | S                            | P                            | Play-off | Premi individuali                                                                                             |                              |
| ---------------------------- | ---------------------------- | ---------------------------- | ---------------------------- | ---------------------------- | ---------------------------- | ---------------------------- | ---------------------------- | ---------------------------- | --- | --- | ---------------------------- |
| 1930                         | {{{annof}}}                  | NFL                          |                              |                              | T-8                          | 5                            | 6                            | 3                            | non disputati                                                                                                   | Inseriti nella NFL come Portsmouth Spartans                                                                   |                              |
| 1931                         | {{{annof}}}                  | NFL                          |                              |                              | 2                            | 11                           | 3                            | 0                            | non disputati                                                                                                   | |                              |
| 1932                         | {{{annof}}}                  | NFL                          |                              |                              | 2                            | 6                            | 1                            | 4                            | non disputati                                                                                                   | |                              |
| 1933                         | {{{annof}}}                  | NFL                          | NFL                          | Western                      | 2                            | 6                            | 5                            | 0                            | non disputati                                                                                                   | Inseriti nella NFL Western                                                                                    |                              |
| 1934                         | {{{annof}}}                  | NFL                          | NFL                          | Western                      | 2                            | 10                           | 3                            | 0                            | non disputati                                                                                                   | Assumono il nome di Detroit Lions                                                                             |                              |
| 1935                         | {{{annof}}}                  | NFL                          | NFL                          | Western                      | 1                            | 7                            | 3                            | 2                            | V NFL Championsip contro i New York Giants (26-7)                                                               | |                              |
| 1936                         | {{{annof}}}                  | NFL                          | NFL                          | Western                      | 3                            | 8                            | 4                            | 0                            | non disputati                                                                                                   | |                              |
| 1937                         | {{{annof}}}                  | NFL                          | NFL                          | Western                      | 3                            | 7                            | 4                            | 0                            | non disputati                                                                                                   | |                              |
| 1938                         | {{{annof}}}                  | NFL                          | NFL                          | Western                      | 2                            | 7                            | 4                            | 0                            | non disputati                                                                                                   | |                              |
| 1939                         | {{{annof}}}                  | NFL                          | NFL                          | Western                      | 3                            | 6                            | 5                            | 0                            | non disputati                                                                                                   | |                              |
| 1940                         | {{{annof}}}                  | NFL                          | NFL                          | Western                      | 3                            | 5                            | 5                            | 1                            | non disputati                                                                                                   | |                              |
| 1941                         | {{{annof}}}                  | NFL                          | NFL                          | Western                      | 3                            | 4                            | 6                            | 1                            | non disputati                                                                                                   | |                              |
| 1942                         | {{{annof}}}                  | NFL                          | NFL                          | Western                      | 5                            | 0                            | 11                           | 0                            | non disputati                                                                                                   | |                              |
| 1943                         | {{{annof}}}                  | NFL                          | NFL                          | Western                      | 3                            | 3                            | 6                            | 1                            | non disputati                                                                                                   | |                              |
| 1944                         | {{{annof}}}                  | NFL                          | NFL                          | Western                      | T-2                          | 6                            | 3                            | 1                            | non disputati                                                                                                   | |                              |
| 1945                         | {{{annof}}}                  | NFL                          | NFL                          | Western                      | 2                            | 7                            | 3                            | 0                            | non disputati                                                                                                   | |                              |
| 1946                         | {{{annof}}}                  | NFL                          | NFL                          | Western                      | 5                            | 1                            | 10                           | 0                            | non disputati                                                                                                   | |                              |
| 1947                         | {{{annof}}}                  | NFL                          | NFL                          | Western                      | 5                            | 3                            | 9                            | 0                            | non disputati                                                                                                   | |                              |
| 1948                         | {{{annof}}}                  | NFL                          | NFL                          | Western                      | 5                            | 2                            | 10                           | 0                            | non disputati                                                                                                   | |                              |
| 1949                         | {{{annof}}}                  | NFL                          | NFL                          | Western                      | 4                            | 4                            | 8                            | 0                            | non disputati                                                                                                   | |                              |
| 1950                         | {{{annof}}}                  | NFL                          | National                     |                              | 4                            | 6                            | 6                            | 0                            | non disputati                                                                                                   | Inseriti nella NFL National.                                                                                  |                              |
| 1951                         | {{{annof}}}                  | NFL                          | National                     |                              | 2                            | 7                            | 4                            | 1                            | non disputati                                                                                                   | |                              |
| 1952                         | {{{annof}}}                  | NFL                          | National                     |                              | T-1                          | 9                            | 3                            | 0                            | V Conference play-off contro i Los Angeles Rams (31-21) S NFL Championship contro i Cleveland Browns (17-7)     | |                              |
| 1953                         | {{{annof}}}                  | NFL                          | Western                      |                              | 1                            | 10                           | 2                            | 0                            | V NFL Championship contro i Cleveland Browns (17-16)                                                            | Inseriti nella NFL Western.                                                                                   |                              |
| 1954                         | {{{annof}}}                  | NFL                          | Western                      |                              | 1                            | 9                            | 2                            | 1                            | S NFL Championship contro i Cleveland Browns (56-10)                                                            | |                              |
| 1955                         | {{{annof}}}                  | NFL                          | Western                      |                              | 6                            | 3                            | 9                            | 0                            | non disputati                                                                                                   | |                              |
| 1956                         | {{{annof}}}                  | NFL                          | Western                      |                              | 2                            | 9                            | 3                            | 0                            | non disputati                                                                                                   | |                              |
| 1957                         | {{{annof}}}                  | NFL                          | Western                      |                              | T-1                          | 8                            | 4                            | 0                            | V Conference play-off contro i San Francisco 49ers (31-27) V NFL Championship contro i Cleveland Browns (59-14) | |                              |
| 1958                         | {{{annof}}}                  | NFL                          | Western                      |                              | 5                            | 4                            | 7                            | 1                            | non disputati                                                                                                   | |                              |
| 1959                         | {{{annof}}}                  | NFL                          | Western                      |                              | 5                            | 3                            | 8                            | 1                            | non disputati                                                                                                   | |                              |
| 1960                         | {{{annof}}}                  | NFL                          | Western                      |                              | 2                            | 7                            | 5                            | 0                            | non disputati                                                                                                   | |                              |
| 1961                         | {{{annof}}}                  | NFL                          | Western                      |                              | 2                            | 8                            | 5                            | 1                            | non disputati                                                                                                   | |                              |
| 1962                         | {{{annof}}}                  | NFL                          | Western                      |                              | 2                            | 11                           | 3                            | 0                            | non disputati                                                                                                   | |                              |
| 1963                         | {{{annof}}}                  | NFL                          | Western                      |                              | 4                            | 5                            | 8                            | 1                            | non disputati                                                                                                   | |                              |
| 1964                         | {{{annof}}}                  | NFL                          | Western                      |                              | 4                            | 7                            | 5                            | 2                            | non disputati                                                                                                   | |                              |
| 1965                         | {{{annof}}}                  | NFL                          | Western                      |                              | 6                            | 6                            | 7                            | 1                            | non disputati                                                                                                   | |                              |
| 1966                         | {{{annof}}}                  | NFL                          | Western                      |                              | 6                            | 4                            | 9                            | 1                            | non disputati                                                                                                   | Viene giocato il 1º Super Bowl.                                                                               |                              |
| 1967                         | {{{annof}}}                  | NFL                          | Western                      | Central                      | 3                            | 5                            | 7                            | 2                            | non disputati                                                                                                   | Inseriti nella Western Conference Division Central.                                                           |                              |
| 1968                         | {{{annof}}}                  | NFL                          | Western                      | Central                      | 4                            | 4                            | 8                            | 2                            | non disputati                                                                                                   | |                              |
| 1969                         | {{{annof}}}                  | NFL                          | Western                      | Central                      | 2                            | 9                            | 4                            | 1                            | non disputati                                                                                                   | |                              |
| 1970                         | {{{annof}}}                  | NFL                          | NFC                          | Central                      | 2                            | 10                           | 4                            | 0                            | S Divisional play-off contro i Dallas Cowboys (5-0)                                                             | Inseriti nella NFC Central a seguito della fusione tra AFL e NFL.                                             |                              |
| 1971                         | {{{annof}}}                  | NFL                          | NFC                          | Central                      | 2                            | 7                            | 6                            | 1                            | non disputati                                                                                                   | |                              |
| 1972                         | {{{annof}}}                  | NFL                          | NFC                          | Central                      | 2                            | 8                            | 5                            | 1                            | non disputati                                                                                                   | |                              |
| 1973                         | {{{annof}}}                  | NFL                          | NFC                          | Central                      | 2                            | 6                            | 7                            | 1                            | non disputati                                                                                                   | |                              |
| 1974                         | {{{annof}}}                  | NFL                          | NFC                          | Central                      | 2                            | 7                            | 7                            | 0                            | non disputati                                                                                                   | |                              |
| 1975                         | {{{annof}}}                  | NFL                          | NFC                          | Central                      | 2                            | 7                            | 7                            | 0                            | non disputati                                                                                                   | |                              |
| 1976                         | {{{annof}}}                  | NFL                          | NFC                          | Central                      | 3                            | 6                            | 8                            | 0                            | non disputati                                                                                                   | |                              |
| 1977                         | {{{annof}}}                  | NFL                          | NFC                          | Central                      | 3                            | 6                            | 8                            | 0                            | non disputati                                                                                                   | |                              |
| 1978                         | {{{annof}}}                  | NFL                          | NFC                          | Central                      | 3                            | 7                            | 9                            | 0                            | non disputati                                                                                                   | Da questa stagione le partite della stagione regolare diventano 16.                                           |                              |
| 1979                         | {{{annof}}}                  | NFL                          | NFC                          | Central                      | 5                            | 2                            | 14                           | 0                            | non disputati                                                                                                   | |                              |
| 1980                         | {{{annof}}}                  | NFL                          | NFC                          | Central                      | 2                            | 9                            | 7)                           | 0                            | non disputati                                                                                                   | |                              |
| 1981                         | {{{annof}}}                  | NFL                          | NFC                          | Central                      | 2                            | 8                            | 8                            | 0                            | non disputati                                                                                                   | |                              |
| 1982                         | {{{annof}}}                  | NFL                          | NFC                          |                              | 8                            | 4                            | 5                            | 0                            | S First Round contro i Washington Redskins (31-7)                                                               | A causa di uno sciopero nella stagione si disputarono solo 9 partite e non vi furono classifiche di Division. |                              |
| 1983                         | {{{annof}}}                  | NFL                          | NFC                          | Central                      | 1                            | 9                            | 7                            | 0                            | S Divisional play-off contro i San Francisco 49ers (23-24)                                                      | |                              |
| 1984                         | {{{annof}}}                  | NFL                          | NFC                          | Central                      | 4                            | 4                            | 11                           | 1                            | non disputati                                                                                                   | |                              |
| 1985                         | {{{annof}}}                  | NFL                          | NFC                          | Central                      | 4                            | 7                            | 9                            | 0                            | non disputati                                                                                                   | |                              |
| 1986                         | {{{annof}}}                  | NFL                          | NFC                          | Central                      | 3                            | 5                            | 11                           | 0                            | non disputati                                                                                                   | |                              |
| 1987                         | {{{annof}}}                  | NFL                          | NFC                          | Central                      | 5                            | 4                            | 11                           | 0                            | non disputati                                                                                                   | In questa stagione a causa di uno sciopero hanno giocato una partita in meno.                                 |                              |
| 1988                         | {{{annof}}}                  | NFL                          | NFC                          | Central                      | 4                            | 4                            | 12                           | 0                            | non disputati                                                                                                   | |                              |
| 1989                         | {{{annof}}}                  | NFL                          | NFC                          | Central                      | 3                            | 7                            | 9                            | 0                            | non disputati                                                                                                   | |                              |
| 1990                         | {{{annof}}}                  | NFL                          | NFC                          | Central                      | 3                            | 6                            | 10                           | 0                            | non disputati                                                                                                   | |                              |
| 1991                         | {{{annof}}}                  | NFL                          | NFC                          | Central                      | 1                            | 12                           | 4                            | 0                            | V Divisional play-off contro i Dallas Cowboys (38-6) S NFC Championship contro i Washington Redskins (41-10)    | |                              |
| 1992                         | {{{annof}}}                  | NFL                          | NFC                          | Central                      | 5                            | 5                            | 11                           | 0                            | non disputati                                                                                                   | |                              |
| 1993                         | {{{annof}}}                  | NFL                          | NFC                          | Central                      | 1                            | 10                           | 6                            | 0                            | S Wild Card Game contro i Green Bay Packers (28-24)                                                             | |                              |
| 1994                         | {{{annof}}}                  | NFL                          | NFC                          | Central                      | 3                            | 9                            | 7                            | 0                            | S Wild Card Game contro i Green Bay Packers (16-12)                                                             | |                              |
| 1995                         | {{{annof}}}                  | NFL                          | NFC                          | Central                      | 2                            | 10                           | 6                            | 0                            | S Wild Card Game contro i Philadelphia Eagles (58-37)                                                           | |                              |
| 1996                         | {{{annof}}}                  | NFL                          | NFC                          | Central                      | 5                            | 5                            | 11                           | 0                            | non disputati                                                                                                   | |                              |
| 1997                         | {{{annof}}}                  | NFL                          | NFC                          | Central                      | 3                            | 9                            | 7                            | 0                            | S Wild Card Game contro i Tampa Bay Buccaneers (20-10)                                                          | |                              |
| 1998                         | {{{annof}}}                  | NFL                          | NFC                          | Central                      | 4                            | 5                            | 11                           | 0                            | non disputati                                                                                                   | |                              |
| 1999                         | {{{annof}}}                  | NFL                          | NFC                          | Central                      | 3                            | 8                            | 8                            | 0                            | S Wild Card Game contro i Washington Redskins (27-13)                                                           | |                              |
| 2000                         | {{{annof}}}                  | NFL                          | NFC                          | Central                      | 4                            | 9                            | 7                            | 0                            | non disputati                                                                                                   | |                              |
| 2001                         | {{{annof}}}                  | NFL                          | NFC                          | Central                      | 5                            | 2                            | 14                           | 0                            | non disputati                                                                                                   | |                              |
| 2002                         | {{{annof}}}                  | NFL                          | NFC                          | North                        | 4                            | 3                            | 13                           | 0                            | non disputati                                                                                                   | Inseriti nella NFC North.                                                                                     |                              |
| 2003                         | {{{annof}}}                  | NFL                          | NFC                          | North                        | 4                            | 5                            | 11                           | 0                            | non disputati                                                                                                   | |                              |
| 2004                         | {{{annof}}}                  | NFL                          | NFC                          | North                        | 3                            | 6                            | 10                           | 0                            | non disputati                                                                                                   | |                              |
| 2005                         | {{{annof}}}                  | NFL                          | NFC                          | North                        | 3                            | 5                            | 11                           | 0                            | non disputati                                                                                                   | |                              |
| 2006                         | {{{annof}}}                  | NFL                          | NFC                          | North                        | 4                            | 3                            | 13                           | 0                            | non disputati                                                                                                   | |                              |
| 2007                         | {{{annof}}}                  | NFL                          | NFC                          | North                        | 3                            | 7                            | 9                            | 0                            | non disputati                                                                                                   | |                              |
| 2008                         | {{{annof}}}                  | NFL                          | NFC                          | North                        | 4                            | 0                            | 16                           | 0                            | non disputati                                                                                                   | |                              |
| 2009                         | {{{annof}}}                  | NFL                          | NFC                          | North                        | 4                            | 2                            | 14                           | 0                            | non disputati                                                                                                   | |                              |
| 2010                         | {{{annof}}}                  | NFL                          | NFC                          | North                        | 3                            | 6                            | 10                           | 0                            | non disputati                                                                                                   | |                              |
| 2011                         | {{{annof}}}                  | NFL                          | NFC                          | North                        | 2                            | 10                           | 6                            | 0                            | S Wild Card Game contro gli Houston Texans (31-10)                                                              | |                              |
| 2012                         | {{{annof}}}                  | NFL                          | NFC                          | North                        | 4                            | 4                            | 12                           | 0                            | non disputati                                                                                                   | |                              |
| 2013                         | {{{annof}}}                  | NFL                          | NFC                          | North                        | 3                            | 7                            | 9                            | 0                            | non disputati                                                                                                   | |                              |
| Totale                       | Totale                       | Totale                       | Totale                       | Totale                       | Totale                       | 517                          | 606                          | 32                           | Record di stagione regolare                                                                                     | Record di stagione regolare                                                                                   | Record di stagione regolare  |
| Totale                       | Totale                       | Totale                       | Totale                       | Totale                       | Totale                       | 7                            | 11                           |                              | Record dei play-off                                                                                             | Record dei play-off                                                                                           | Record dei play-off          |
| Totale                       | Totale                       | Totale                       | Totale                       | Totale                       | Totale                       | 524                          | 617                          | 32                           | Stagione regolare e play-off                                                                                    | Stagione regolare e play-off                                                                                  | Stagione regolare e play-off |

Legenda
- Vittoria nel Super Bowl (dal 1966)
- Vittoria nella lega (1920-1969)
- Vittoria nella Conference

- Vittoria nella Division
- Qualificazione al Wild Card Game (dal 1978)
- V = Vittorie

- S = Sconfitte
- P = Pareggi
- T = Posizione a pari merito